# Dire Straits/Diskografie
Diese Diskografie ist eine Übersicht über die musikalischen Werke der britischen Rockband Dire Straits. Den Quellenangaben zufolge hat sie bisher mehr als 120 Millionen Tonträger verkauft, damit zählt sie zu den Interpreten mit den meisten verkauften Tonträgern weltweit. In ihrer Heimat konnte die Band bislang mehr als 13,5 Millionen Tonträger verkaufen. In Deutschland zählt die Band mit über 5,7 Millionen verkauften Einheiten zu den Musikern mit den meisten Tonträgerverkäufen des Landes. Ihre erfolgreichste Veröffentlichung ist das fünfte Studioalbum Brothers in Arms mit über 30 Millionen verkauften Einheiten. Das Album avancierte alleine in Deutschland zum Millionenseller und zählt zu den meistverkauften Musikalben des Landes der 1980er-Jahre.

## Alben

### Studioalben
| Jahr | Titel Musiklabel                             | Höchstplatzierung, Gesamtwochen/‑monate, AuszeichnungChartplatzierungen (Jahr, Titel, Musiklabel, Platzierungen, Wochen/Monate, Auszeichnungen, Anmerkungen) | Höchstplatzierung, Gesamtwochen/‑monate, AuszeichnungChartplatzierungen (Jahr, Titel, Musiklabel, Platzierungen, Wochen/Monate, Auszeichnungen, Anmerkungen) | Höchstplatzierung, Gesamtwochen/‑monate, AuszeichnungChartplatzierungen (Jahr, Titel, Musiklabel, Platzierungen, Wochen/Monate, Auszeichnungen, Anmerkungen) | Höchstplatzierung, Gesamtwochen/‑monate, AuszeichnungChartplatzierungen (Jahr, Titel, Musiklabel, Platzierungen, Wochen/Monate, Auszeichnungen, Anmerkungen) | Höchstplatzierung, Gesamtwochen/‑monate, AuszeichnungChartplatzierungen (Jahr, Titel, Musiklabel, Platzierungen, Wochen/Monate, Auszeichnungen, Anmerkungen) | Anmerkungen                                                    |
| Jahr | Titel Musiklabel                             | DE | AT | CH | UK | US | Anmerkungen                                                    |
| ---- | -------------------------------------------- | --- | --- | --- | --- | --- | -------------------------------------------------------------- |
| 1978 | Dire Straits Vertigo Records (Phonogram)     | DE3 Platin · (85 Wo.)DE | AT17 Gold · (6 Mt.)AT | CH— ×2DoppelplatinCH | UK5 ×2Doppelplatin · (132 Wo.)UK | US2 ×2Doppelplatin · (41 Wo.)US | Erstveröffentlichung: 9. Juni 1978 Verkäufe: + 4.535.000       |
| 1979 | Communiqué Vertigo Records (Phonogram)       | DE1 Platin · (45 Wo.)DE | AT7 Gold · (4½ Mt.)AT | CH— ×3DreifachplatinCH | UK5 Platin · (32 Wo.)UK | US11 Gold · (19 Wo.)US | Erstveröffentlichung: 15. Juni 1979 Verkäufe: + 2.562.080      |
| 1980 | Making Movies Vertigo Records (Phonogram)    | DE7 Gold · (51 Wo.)DE | AT15 (1 Mt.)AT | CH— GoldCH | UK4 ×2Doppelplatin · (252 Wo.)UK | US19 Platin · (31 Wo.)US | Erstveröffentlichung: 17. Oktober 1980 Verkäufe: + 2.907.739   |
| 1982 | Love over Gold Vertigo Records (Phonogram)   | DE4 Platin · (42 Wo.)DE | AT1 Platin · (6½ Mt.)AT | — | UK1 ×2Doppelplatin · (200 Wo.)UK | US19 Gold · (32 Wo.)US | Erstveröffentlichung: 20. September 1982 Verkäufe: + 3.094.413 |
| 1985 | Brothers in Arms Vertigo Records (Phonogram) | DE1 Platin · (… Wo.)DE | AT1 ×4Vierfachplatin · (85 Wo.)AT | CH1 ×6Sechsfachplatin (Vertigo) + Platin (Phonogram) · (85 Wo.)CH                                                                                            | UK1 ×1515-fach-Platin · (273 Wo.)UK | US1 ×9Neunfachplatin · (97 Wo.)US | Erstveröffentlichung: 14. Mai 1985 Verkäufe: + 30.000.000      |
| 1991 | On Every Street Vertigo Records (Phonogram)  | DE1 Platin · (37 Wo.)DE | AT1 Platin · (21 Wo.)AT | CH1 ×4Vierfachplatin · (25 Wo.)CH | UK1 ×2Doppelplatin · (36 Wo.)UK | US12 Platin · (32 Wo.)US | Erstveröffentlichung: 2. September 1991 Verkäufe: + 15.000.000 |

grau schraffiert: keine Chartdaten aus diesem Jahr verfügbar

### Livealben
| Jahr | Titel Musiklabel                                       | Höchstplatzierung, Gesamtwochen/‑monate, AuszeichnungChartplatzierungen (Jahr, Titel, Musiklabel, Platzierungen, Wochen/Monate, Auszeichnungen, Anmerkungen) | Höchstplatzierung, Gesamtwochen/‑monate, AuszeichnungChartplatzierungen (Jahr, Titel, Musiklabel, Platzierungen, Wochen/Monate, Auszeichnungen, Anmerkungen) | Höchstplatzierung, Gesamtwochen/‑monate, AuszeichnungChartplatzierungen (Jahr, Titel, Musiklabel, Platzierungen, Wochen/Monate, Auszeichnungen, Anmerkungen) | Höchstplatzierung, Gesamtwochen/‑monate, AuszeichnungChartplatzierungen (Jahr, Titel, Musiklabel, Platzierungen, Wochen/Monate, Auszeichnungen, Anmerkungen) | Höchstplatzierung, Gesamtwochen/‑monate, AuszeichnungChartplatzierungen (Jahr, Titel, Musiklabel, Platzierungen, Wochen/Monate, Auszeichnungen, Anmerkungen) | Anmerkungen                                               |
| Jahr | Titel Musiklabel                                       | DE | AT | CH | UK | US | Anmerkungen                                               |
| ---- | ------------------------------------------------------ | --- | --- | --- | --- | --- | --------------------------------------------------------- |
| 1984 | Alchemy: Dire Straits Live Vertigo Records (Phonogram) | DE8 Gold · (30 Wo.)DE | AT9 (11½ Mt.)AT | CH3 (16 Wo.)CH | UK3 Platin · (164 Wo.)UK | US46 Gold · (18 Wo.)US | Erstveröffentlichung: 13. März 1984 Verkäufe: + 1.753.231 |
| 1993 | On the Night Vertigo Records (Phonogram)               | DE7 (19 Wo.)DE | AT1 Gold · (16 Wo.)AT | CH5 Gold · (15 Wo.)CH | UK4 Gold · (8 Wo.)UK | US116 (5 Wo.)US | Erstveröffentlichung: 10. Mai 1993 Verkäufe: + 702.500    |
| 1995 | Live at the BBC Vertigo Records (Phonogram)            | — | — | CH45 (3 Wo.)CH | UK71 (1 Wo.)UK | — | Erstveröffentlichung: 26. Juni 1995 Verkäufe: + 50.000    |

### Kompilationen
| Jahr | Titel Musiklabel                                                                       | Höchstplatzierung, Gesamtwochen/‑monate, AuszeichnungChartplatzierungen (Jahr, Titel, Musiklabel, Platzierungen, Wochen/Monate, Auszeichnungen, Anmerkungen) | Höchstplatzierung, Gesamtwochen/‑monate, AuszeichnungChartplatzierungen (Jahr, Titel, Musiklabel, Platzierungen, Wochen/Monate, Auszeichnungen, Anmerkungen) | Höchstplatzierung, Gesamtwochen/‑monate, AuszeichnungChartplatzierungen (Jahr, Titel, Musiklabel, Platzierungen, Wochen/Monate, Auszeichnungen, Anmerkungen) | Höchstplatzierung, Gesamtwochen/‑monate, AuszeichnungChartplatzierungen (Jahr, Titel, Musiklabel, Platzierungen, Wochen/Monate, Auszeichnungen, Anmerkungen) | Höchstplatzierung, Gesamtwochen/‑monate, AuszeichnungChartplatzierungen (Jahr, Titel, Musiklabel, Platzierungen, Wochen/Monate, Auszeichnungen, Anmerkungen) | Anmerkungen                                                    |
| Jahr | Titel Musiklabel                                                                       | DE | AT | CH | UK | US | Anmerkungen                                                    |
| ---- | -------------------------------------------------------------------------------------- | --- | --- | --- | --- | --- | -------------------------------------------------------------- |
| 1988 | Money for Nothing Vertigo Records (Phonogram)                                          | DE2 Platin · (32 Wo.)DE | AT3 (4 Mt.)AT | CH1 ×3Dreifachplatin · (26 Wo.)CH | UK1 ×4Vierfachplatin · (70 Wo.)UK | US62 Platin · (17 Wo.)US | Erstveröffentlichung: 1. Oktober 1988 Verkäufe: + 6.066.405    |
| 1998 | Sultans of Swing – The Very Best of Dire Straits Vertigo Records (Phonogram)           | DE6 Gold · (14 Wo.)DE | AT5 Gold · (18 Wo.)AT | CH3 Platin · (19 Wo.)CH | UK6 ×3Dreifachplatin · (42 Wo.)UK | — | Erstveröffentlichung: 29. September 1998 Verkäufe: + 4.555.000 |
| 2005 | Private Investigations: The Best of Dire Straits & Mark Knopfler Mercury Records (EMI) | DE36 Platin · (6 Wo.)DE | AT44 (13 Wo.)AT | CH15 (19 Wo.)CH | UK20 ×4Vierfachplatin · (147 Wo.)UK | — | Erstveröffentlichung: 4. November 2005 Verkäufe: + 1.650.000   |

### EPs
| Jahr | Titel Musiklabel                             | Höchstplatzierung, Gesamtwochen, AuszeichnungChartplatzierungen (Jahr, Titel, Musiklabel, Platzierungen, Wochen, Auszeichnungen, Anmerkungen) | Höchstplatzierung, Gesamtwochen, AuszeichnungChartplatzierungen (Jahr, Titel, Musiklabel, Platzierungen, Wochen, Auszeichnungen, Anmerkungen) | Höchstplatzierung, Gesamtwochen, AuszeichnungChartplatzierungen (Jahr, Titel, Musiklabel, Platzierungen, Wochen, Auszeichnungen, Anmerkungen) | Höchstplatzierung, Gesamtwochen, AuszeichnungChartplatzierungen (Jahr, Titel, Musiklabel, Platzierungen, Wochen, Auszeichnungen, Anmerkungen) | Höchstplatzierung, Gesamtwochen, AuszeichnungChartplatzierungen (Jahr, Titel, Musiklabel, Platzierungen, Wochen, Auszeichnungen, Anmerkungen) | Anmerkungen                           |
| Jahr | Titel Musiklabel                             | DE | AT | CH | UK | US | Anmerkungen                           |
| ---- | -------------------------------------------- | --- | --- | --- | --- | --- | ------------------------------------- |
| 1983 | ExtendedancEPlay Vertigo Records (Phonogram) | — | — | — | — | US53 (15 Wo.)US | Erstveröffentlichung: 14. Januar 1983 |
| 1993 | Encores Vertigo Records (Phonogram)          | DE34 (5 Wo.)DE | AT19 (5 Wo.)AT | CH20 (5 Wo.)CH | UK31 (3 Wo.)UK | — | Erstveröffentlichung: 7. Mai 1993     |

## Singles
| Jahr | Titel Album                                      | Höchstplatzierung, Gesamtwochen/‑monate, AuszeichnungChartplatzierungen (Jahr, Titel, Album, Platzierungen, Wochen/Monate, Auszeichnungen, Anmerkungen) | Höchstplatzierung, Gesamtwochen/‑monate, AuszeichnungChartplatzierungen (Jahr, Titel, Album, Platzierungen, Wochen/Monate, Auszeichnungen, Anmerkungen) | Höchstplatzierung, Gesamtwochen/‑monate, AuszeichnungChartplatzierungen (Jahr, Titel, Album, Platzierungen, Wochen/Monate, Auszeichnungen, Anmerkungen) | Höchstplatzierung, Gesamtwochen/‑monate, AuszeichnungChartplatzierungen (Jahr, Titel, Album, Platzierungen, Wochen/Monate, Auszeichnungen, Anmerkungen) | Höchstplatzierung, Gesamtwochen/‑monate, AuszeichnungChartplatzierungen (Jahr, Titel, Album, Platzierungen, Wochen/Monate, Auszeichnungen, Anmerkungen) | Anmerkungen                                                  |
| Jahr | Titel Album                                      | DE | AT | CH | UK | US | Anmerkungen                                                  |
| ---- | ------------------------------------------------ | --- | --- | --- | --- | --- | ------------------------------------------------------------ |
| 1978 | Sultans of Swing Dire Straits                    | DE20 Platin · (13 Wo.)DE | — | — | UK8 ×3Dreifachplatin · (17 Wo.)UK | US4 (15 Wo.)US | Erstveröffentlichung: 14. Mai 1978 Verkäufe: + 3.585.000     |
| 1978 | Water of Love Dire Straits                       | — | — | — | — | — | Erstveröffentlichung: Oktober 1978 Verkäufe: + 15.000        |
| 1979 | Lady Writer Communiqué                           | — | — | — | UK51 (6 Wo.)UK | US45 (7 Wo.)US | Erstveröffentlichung: 13. Juli 1979 Verkäufe: + 45.000       |
| 1979 | Once Upon a Time in the West Communiqué          | — | — | — | — | — | Erstveröffentlichung: September 1979 Verkäufe: + 15.000      |
| 1980 | Romeo and Juliet Making Movies                   | — | — | — | UK8 Platin · (11 Wo.)UK | — | Erstveröffentlichung: 14. November 1980 Verkäufe: + 845.000  |
| 1980 | Skateaway Making Movies                          | — | — | — | UK37 (5 Wo.)UK | US58 (10 Wo.)US | Erstveröffentlichung: November 1980                          |
| 1981 | Tunnel of Love Making Movies                     | DE44 (8 Wo.)DE | — | — | UK54 Silber · (3 Wo.)UK | — | Erstveröffentlichung: 25. September 1981 Verkäufe: + 250.000 |
| 1982 | Private Investigations Love Over Gold            | — | AT19 (½ Mt.)AT | CH4 (6 Wo.)CH | UK2 Silber · (8 Wo.)UK | — | Erstveröffentlichung: 23. August 1982 Verkäufe: + 275.000    |
| 1982 | Industrial Disease Love Over Gold                | — | — | — | — | US75 (4 Wo.)US | Erstveröffentlichung: November 1982                          |
| 1983 | Twisting by the Pool ExtendedancEPlay            | DE31 (11 Wo.)DE | — | CH11 (4 Wo.)CH | UK14 (7 Wo.)UK | — | Erstveröffentlichung: Januar 1983 Verkäufe: + 60.000         |
| 1984 | Love over Gold (Live) Alchemy: Dire Straits Live | — | — | — | UK50 (3 Wo.)UK | — | Erstveröffentlichung: Februar 1984                           |
| 1984 | Solid Rock (Live) Alchemy: Dire Straits Live     | — | — | — | — | — | Erstveröffentlichung: 1984                                   |
| 1984 | Two Young Lovers ExtendedancEPlay                | — | — | — | — | — | Erstveröffentlichung: April 1984                             |
| 1985 | So Far Away Brothers in Arms                     | — | — | CH6 (12 Wo.)CH | UK20 Silber · (6 Wo.)UK | US19 (14 Wo.)US | Erstveröffentlichung: April 1985 Verkäufe: + 230.000         |
| 1985 | Walk of Life Brothers in Arms                    | DE15 (13 Wo.)DE | AT18 (3½ Mt.)AT | CH24 (4 Wo.)CH | UK2 ×2Doppelplatin · (12 Wo.)UK | US7 (21 Wo.)US | Erstveröffentlichung: Mai 1985 Verkäufe: + 1.630.000         |
| 1985 | Money for Nothing Brothers in Arms               | DE19 Gold · (15 Wo.)DE | AT7 (2½ Mt.)AT | CH22 (3 Wo.)CH | UK4 ×2Doppelplatin · (16 Wo.)UK | US1 (22 Wo.)US | Erstveröffentlichung: 24. Juni 1985 Verkäufe: + 1.840.000    |
| 1985 | Brothers in Arms                                 | DE— GoldDE | — | — | UK16 Platin · (13 Wo.)UK | — | Erstveröffentlichung: Oktober 1985 Verkäufe: + 1.095.000     |
| 1986 | Why Worry? Brothers in Arms                      | — | — | — | — | — | Erstveröffentlichung: 1986                                   |
| 1986 | Your Latest Trick Brothers in Arms               | — | — | — | UK26 Silber · (6 Wo.)UK | — | Erstveröffentlichung: Mai 1986 Verkäufe: + 215.000           |
| 1991 | Calling Elvis On Every Street                    | DE8 (18 Wo.)DE | AT8 (10 Wo.)AT | CH2 (13 Wo.)CH | UK21 (4 Wo.)UK | — | Erstveröffentlichung: 19. August 1991                        |
| 1991 | Heavy Fuel On Every Street                       | DE48 (13 Wo.)DE | — | — | UK55 (2 Wo.)UK | — | Erstveröffentlichung: Oktober 1991                           |
| 1992 | On Every Street                                  | — | — | — | UK42 (2 Wo.)UK | — | Erstveröffentlichung: Februar 1992                           |
| 1992 | The Bug On Every Street                          | DE52 (10 Wo.)DE | — | — | UK67 (1 Wo.)UK | — | Erstveröffentlichung: 15. Juni 1992                          |
| 1992 | You and Your Friend On Every Street              | — | — | — | — | — | Erstveröffentlichung: Juli 1992                              |
| 1994 | Ticket to Heaven On Every Street                 | — | — | — | — | — | Erstveröffentlichung: 1994                                   |

## Videoalben und Musikvideos

### Videoalben
| Jahr | Titel Musiklabel                                                | Höchstplatzierung, Gesamtwochen, AuszeichnungChartplatzierungen (Jahr, Titel, Musiklabel, Platzierungen, Wochen, Auszeichnungen, Anmerkungen) | Höchstplatzierung, Gesamtwochen, AuszeichnungChartplatzierungen (Jahr, Titel, Musiklabel, Platzierungen, Wochen, Auszeichnungen, Anmerkungen) | Höchstplatzierung, Gesamtwochen, AuszeichnungChartplatzierungen (Jahr, Titel, Musiklabel, Platzierungen, Wochen, Auszeichnungen, Anmerkungen) | Höchstplatzierung, Gesamtwochen, AuszeichnungChartplatzierungen (Jahr, Titel, Musiklabel, Platzierungen, Wochen, Auszeichnungen, Anmerkungen) | Höchstplatzierung, Gesamtwochen, AuszeichnungChartplatzierungen (Jahr, Titel, Musiklabel, Platzierungen, Wochen, Auszeichnungen, Anmerkungen) | Anmerkungen                                                                     |
| Jahr | Titel Musiklabel                                                | DE | AT | CH | UK | US | Anmerkungen                                                                     |
| ---- | --------------------------------------------------------------- | --- | --- | --- | --- | --- | ------------------------------------------------------------------------------- |
| 1984 | Alchemy: Dire Straits Live Vertigo Records (Phonogram)          | DE*DE | AT4 (9 Wo.)AT | CH6 (13 Wo.)CH | UK2 Gold · (229 Wo.)UK | US*US | Erstveröffentlichung: 1. März 1984 Verkäufe: + 76.500; * siehe Livealbum        |
| 1985 | Brothers in Arms (The Videosingles) Vertigo Records (Phonogram) | DE*DE | AT*AT | CH*CH | UK*UK | US*US | Erstveröffentlichung: 1985 Verkäufe: + 10.000; * siehe Studioalbum              |
| 1993 | On the Night Vertigo Records (Phonogram)                        | DE*DE | AT*AT | CH*CH | UK16 (19 Wo.)UK | — | Erstveröffentlichung: 10. Mai 1993 Verkäufe: + 46.700; * siehe Livealbum        |
| 1998 | Sultans of Swing – The Very Best Of Vertigo Records (EMI)       | DE*DE | AT*AT | CH*CH | UK11 Gold · (107 Wo.)UK | — | Erstveröffentlichung: 16. Oktober 1998 Verkäufe: + 167.000; * siehe Kompilation |

### Musikvideos
| Jahr | Titel                  | Regie                                                  |
| ---- | ---------------------- | ------------------------------------------------------ |
| 1978 | Wild West End          |                                                        |
| 1979 | Sultans of Swing       |                                                        |
| 1979 | Lady Writer            |                                                        |
| 1980 | Tunnel of Love         | Lester Bookbinder                                      |
| 1980 | Solid Rock             |                                                        |
| 1980 | Skateaway              | Lester Bookbinder                                      |
| 1981 | Romeo and Juliet       | Lester Bookbinder                                      |
| 1982 | Private Investigations | Tony Papa                                              |
| 1982 | Two Young Lovers       |                                                        |
| 1982 | Love Over Gold         | Peter Sinclair                                         |
| 1983 | Twisting by the Pool   | Peter Sinclair                                         |
| 1984 | Expresso Love          |                                                        |
| 1985 | So Far Away            | Pete Cornish                                           |
| 1985 | Walk of Life           | Unbekannt (UK-Version) Stephen R. Johnson (US-Version) |
| 1985 | Money for Nothing      | Steve Barron                                           |
| 1985 | Brothers in Arms       | Bill Mather                                            |
| 1991 | Calling Elvis          | Gerry Anderson, Steve Barron                           |
| 1991 | Heavy Fuel             | Steve Barron                                           |
| 1992 | The Bug                | Stephen R. Johnson                                     |

## Boxsets
| Jahr | Titel Musiklabel                                  | Höchstplatzierung, Gesamtwochen, AuszeichnungChartplatzierungen (Jahr, Titel, Musiklabel, Platzierungen, Wochen, Auszeichnungen, Anmerkungen) | Höchstplatzierung, Gesamtwochen, AuszeichnungChartplatzierungen (Jahr, Titel, Musiklabel, Platzierungen, Wochen, Auszeichnungen, Anmerkungen) | Höchstplatzierung, Gesamtwochen, AuszeichnungChartplatzierungen (Jahr, Titel, Musiklabel, Platzierungen, Wochen, Auszeichnungen, Anmerkungen) | Höchstplatzierung, Gesamtwochen, AuszeichnungChartplatzierungen (Jahr, Titel, Musiklabel, Platzierungen, Wochen, Auszeichnungen, Anmerkungen) | Höchstplatzierung, Gesamtwochen, AuszeichnungChartplatzierungen (Jahr, Titel, Musiklabel, Platzierungen, Wochen, Auszeichnungen, Anmerkungen) | Anmerkungen                             |
| Jahr | Titel Musiklabel                                  | DE | AT | CH | UK | US | Anmerkungen                             |
| ---- | ------------------------------------------------- | --- | --- | --- | --- | --- | --------------------------------------- |
| 2013 | The Studio Albums 1978–1991 Vertigo Records (EMI) | DE13 (6 Wo.)DE | AT19 (2 Wo.)AT | CH25 (3 Wo.)CH | UK9 (4 Wo.)UK | — | Erstveröffentlichung: 25. November 2013 |
| 2023 | Live 1978–1992 Vertigo Records (EMI)              | DE7 (4 Wo.)DE | AT6 (1 Wo.)AT | CH5 (4 Wo.)CH | UK81 (1 Wo.)UK | — | Erstveröffentlichung: 3. November 2023  |

## Promoveröffentlichungen
| Jahr | Titel Album                                                 | Anmerkungen                                                       |
| ---- | ----------------------------------------------------------- | ----------------------------------------------------------------- |
| 1978 | Wild West End Dire Straits                                  | Erstveröffentlichung: 1978 Verkäufe: + 15.000                     |
| 1979 | Communiqué                                                  | Erstveröffentlichung: September 1979                              |
| 1985 | Ride Across the River Brothers in Arms                      | Erstveröffentlichung: 1985                                        |
| 1989 | Money for Nothing / Brothers in Arms Money for Nothing      | Erstveröffentlichung: 1989                                        |
| 1990 | I Think I Love You Too Much Knebworth – The Album (Sampler) | Erstveröffentlichung: 1990                                        |
| 2005 | Flashing for Money George Is On                             | Erstveröffentlichung: 20. Oktober 2005 Deep Dish vs. Dire Straits |

## Sonderveröffentlichungen

### Alben
| Jahr | Titel Musiklabel                                      | Anmerkungen                         |
| ---- | ----------------------------------------------------- | ----------------------------------- |
| 1979 | Live – The Warner Bros. Music Show Warner Music (WMG) | Erstveröffentlichung: 31. März 1979 |

| Jahr | Titel Musiklabel                     | Anmerkungen                          |
| ---- | ------------------------------------ | ------------------------------------ |
| 2015 | The Honky Tonk Demos Mercury Records | Erstveröffentlichung: 18. April 2015 |

| Jahr | Titel Musiklabel                                              | Anmerkungen                                                                                            |
| ---- | ------------------------------------------------------------- | --- |
| 1980 | Dire Straits Amiga (Amiga)                                    | Erstveröffentlichung: 1980 Veröffentlichung nur in der DDR                                             |
| 2009 | Brothers in Arms + On Every Street Mercury Records (EMI)      | Erstveröffentlichung: 5. Juni 2009 Teil der „2-in-1“-Serie                                             |
| 2012 | 3 CD originaux –                                              | Erstveröffentlichung: 23. Juli 2009 Veröffentlichung nur in Frankreich Teil der „3-CD-originaux“-Serie |
| 2015 | Les n°1 de Dire Straits & Mark Knopfler Mercury Records (EMI) | Erstveröffentlichung: 12. Oktober 2009 Veröffentlichung nur in Frankreich                              |

### Lieder
| Jahr | Titel Album                     | Anmerkungen                                                    |
| ---- | ------------------------------- | -------------------------------------------------------------- |
| 2005 | Flashing for Money George Is On | Erstveröffentlichung: 12. Juli 2005 Deep Dish vs. Dire Straits |

| Jahr | Titel Album                                       | Anmerkungen                            |
| ---- | ------------------------------------------------- | -------------------------------------- |
| 1990 | I Think I Love You Too Much Knebworth – The Album | Erstveröffentlichung:15. November 1990 |

| Jahr | Titel Soundtrack                  | Anmerkungen                                              |
| ---- | --------------------------------- | -------------------------------------------------------- |
| 1995 | Six Blade Knife Desperado         | Erstveröffentlichung: 15. August 1995 Verkäufe: + 15.000 |
| 1999 | Sultans of Swing Metroland        | Erstveröffentlichung: 23. März 1999                      |
| 2008 | Brothers in Arms Inside Hollywood | Erstveröffentlichung: 23. September 2008                 |
| 2017 | Romeo and Juliet I, Tonya         | Erstveröffentlichung: 8. Dezember 2017                   |

## Statistik

### Chartauswertung
|                     | DE     | AT     | CH     | UK     | US     |
| ------------------- | ------ | ------ | ------ | ------ | ------ |
| Nummer-eins-Alben   | DE3DE  | AT4AT  | CH3CH  | UK4UK  | US1US  |
| Top-10-Alben        | DE11DE | AT9AT  | CH7CH  | UK11UK | US2US  |
| Alben in den Charts | DE14DE | AT14AT | CH11CH | UK15UK | US10US |

|                       | DE    | AT    | CH    | UK     | US    |
| --------------------- | ----- | ----- | ----- | ------ | ----- |
| Nummer-eins-Singles   | DE—DE | AT—AT | CH—CH | UK—UK  | US1US |
| Top-10-Singles        | DE1DE | AT2AT | CH3CH | UK5UK  | US3US |
| Singles in den Charts | DE8DE | AT4AT | CH6CH | UK17UK | US7US |

|                          | DE    | AT    | CH    | UK    | US    |
| ------------------------ | ----- | ----- | ----- | ----- | ----- |
| Nummer-eins-Videoalben   | DE—DE | AT—AT | CH—CH | UK—UK | US—US |
| Top-10-Videoalben        | DE—DE | AT1AT | CH1CH | UK1UK | US—US |
| Videoalben in den Charts | DE—DE | AT1AT | CH1CH | UK3UK | US—US |

### Auszeichnungen für Musikverkäufe
Das Lied Down to the Waterline (+ 15.000) erschien weder als Single, noch konnte es aufgrund von Downloads oder Streaming die Charts erreichen, dennoch erhielt es Schallplattenauszeichnungen.
| Land/RegionAuszeichnungen für Musikverkäufe (Land/Region, Auszeichnungen, Verkäufe, Quellen) | Silber     | Gold       | Platin         | Diamant     | Verkäufe     | Quellen |
| -------------------------------------------------------------------------------------------- | ---------- | ---------- | -------------- | ----------- | ------------ | --- |
| Argentinien (CAPIF)                                                                          | —          | Gold1      | 6× Platin6     | —           | 130.000      | capif.org.ar (Memento vom 6. Juli 2011 im Internet Archive)AR2 (Memento vom 31. Mai 2011 im Internet Archive) |
| Australien (ARIA)                                                                            | —          | 3× Gold3   | 37× Platin37   | —           | 2.542.500    | aria.com.au                                                                                                   |
| Belgien (BRMA)                                                                               | —          | —          | 7× Platin7     | —           | 325.000      | ultratop.be                                                                                                   |
| Brasilien (PMB)                                                                              | —          | 2× Gold2   | 7× Platin7     | —           | 1.870.000    | pro-musicabr.org.br                                                                                           |
| Dänemark (IFPI)                                                                              | —          | Gold1      | 14× Platin14   | —           | 755.000      | ifpi.dk hitlisten.nu                                                                                          |
| Deutschland (BVMI)                                                                           | —          | 5× Gold5   | 8× Platin8     | —           | 5.750.000    | musikindustrie.de                                                                                             |
| Europa (IFPI)                                                                                | —          | —          | 7× Platin7     | —           | (21.000.000) | ifpi.org (Memento vom 1. Januar 2014 im Internet Archive)                                                     |
| Finnland (IFPI)                                                                              | —          | 2× Gold2   | 6× Platin6     | —           | 471.803      | ifpi.fi |
| Frankreich (SNEP)                                                                            | —          | 4× Gold4   | 7× Platin7     | 3× Diamant3 | 5.237.700    | infodisc.fr snepmusique.com                                                                                   |
| Griechenland (IFPI)                                                                          | —          | 2× Gold2   | 2× Platin2     | —           | 105.000      | Einzelnachweise                                                                                               |
| Hongkong (IFPI/HKRIA)                                                                        | —          | —          | 4× Platin4     | —           | 80.000       | ifpihk.org |
| Irland (IRMA)                                                                                | —          | —          | 3× Platin3     | —           | 45.000       | irishcharts.ie                                                                                                |
| Italien (FIMI)                                                                               | —          | 5× Gold5   | 15× Platin15   | —           | 1.655.000    | fimi.it |
| Kanada (MC)                                                                                  | —          | 3× Gold3   | 14× Platin14   | Diamant1    | 2.475.000    | musiccanada.com                                                                                               |
| Malaysia (RIM)                                                                               | —          | —          | 2× Platin2     | —           | 100.000      | Einzelnachweise                                                                                               |
| Neuseeland (RMNZ)                                                                            | —          | 12× Gold12 | 101× Platin101 | —           | 2.327.500    | aotearoamusiccharts.co.nz NZ2 (Memento vom 28. Juli 2011 im Internet Archive) NZ3                             |
| Niederlande (NVPI)                                                                           | —          | 2× Gold2   | 15× Platin15   | —           | 2.490.276    | nvpi.nl |
| Norwegen (IFPI)                                                                              | —          | —          | 2× Platin2     | —           | 150.000      | ifpi.no (Memento vom 5. November 2012 im Internet Archive)                                                    |
| Österreich (IFPI)                                                                            | —          | 4× Gold4   | 6× Platin6     | —           | 375.000      | ifpi.at |
| Polen (ZPAV)                                                                                 | —          | —          | 2× Platin2     | —           | 40.000       | olis.pl |
| Portugal (AFP)                                                                               | —          | 2× Gold2   | 9× Platin9     | —           | 150.000      | Einzelnachweise                                                                                               |
| Schweden (IFPI)                                                                              | Silber1    | 3× Gold3   | 3× Platin3     | —           | 435.000      | sverigetopplistan.se                                                                                          |
| Schweiz (IFPI)                                                                               | —          | 2× Gold2   | 20× Platin20   | —           | 1.050.000    | hitparade.ch                                                                                                  |
| Spanien (Promusicae)                                                                         | —          | 7× Gold7   | 24× Platin24   | —           | 2.150.000    | elportaldemusica.es ES2 ES3 ES4                                                                               |
| Singapur (RIAS)                                                                              | —          | —          | —              | —           | 10.000       | Einzelnachweise                                                                                               |
| Südafrika (RISA)                                                                             | —          | —          | 2× Platin2     | —           | 100.000      | Einzelnachweise                                                                                               |
| Ungarn (MAHASZ)                                                                              | —          | Gold1      | —              | —           | 25.000       | slagerlistak.hu                                                                                               |
| Vereinigte Staaten (RIAA)                                                                    | —          | 3× Gold3   | 14× Platin14   | —           | 15.500.000   | riaa.com |
| Vereinigtes Königreich (BPI)                                                                 | 4× Silber4 | 3× Gold3   | 45× Platin45   | —           | 17.250.000   | bpi.co.uk |
| Insgesamt                                                                                    | 5× Silber5 | 67× Gold67 | 382× Platin382 | 4× Diamant4 |              | |